# Merla de Grand Cayman
La merla de Grand Cayman (Turdus ravidus) és un ocell extint de la família dels túrdids (Turdidae) que era endèmic de l'illa Grand Cayman.